# Zenão (imperador)
Flávio Zenão (em latim: Flavius Zeno Augustus; em grego: ; Flávios Zénon Augustos), nascido em Tarasis (c. 425 – Constantinopla, 9 de abril de 491), foi um dos mais proeminentes entre os primeiros imperadores romano-orientais (r. 474-475, 476-491). O seu reinado contemplou graves revoltas internas e dissensão religiosa. No plano externo, Zenão assistiu ao fim do Império Romano do Ocidente, à época governado por Júlio Nepos e Rómulo Augusto.
Na história eclesiástica, Zenão é recordado pela promulgação do Henótico ("Ato de União"), assinado por todos os bispos orientais, um documento que representou uma tentativa de solucionar a controvérsia monofisista.

## Biografia
Durante seu reinado (9 de fevereiro de 474 - 9 de abril de 491), teve que lidar com revoltas internas e disputas religiosas, e assistiu à queda do Império Romano do Ocidente.
Tarasis pertencia a uma tribo isáurica de uma região situada na actual Arménia. Os isauros  eram vistos pelos romanos como bárbaros, embora cidadãos romanos desde o século III.
Militar destacado, Tarasis foi notado pelo imperador Leão I, o Trácio (r. 457-474) nos anos de 460, quando o monarca procurava alternativas aos pouco confiáveis mercenários germanos e alanos no seu exército. Em 466, Tarasis denunciou a traição de Ardabúrio, filho de Aspar, um alano que ocupava o cargo de mestre dos soldados do Oriente.
Por volta de 468, quando os incompetentes (e alegadamente traidores) generais de Leão conduziram a frota bizantina ao desastre numa campanha contra os vândalos, Tarasis já era considerado o melhor general à disposição de seu imperador. Durante uma campanha na Trácia, escapou por pouco a uma tentativa de assassinato encomendada por Aspar. Quando Tarasis voltou a Constantinopla, assumiu o posto de mestre dos soldados e Aspar foi morto por ordem de Leão.
Seguramente como estratégia de inserção na aristocracia constantinopolitana, Tarasis adoptou o nome grego de "Zenão", que usou pelo resto da vida, após o seu casamento com  Ariadne, filha de Leão I, o Trácio, em 468. Este casamento arranjado - cujo objectivo era ganhar o apoio dos Isauros contra Aspar - gerou um filho, que ascenderia ao trono bizantino como Leão II, sucessor do seu avô, Leão I.
Zenão continuava a chefiar os exércitos orientais com sucesso, ao expulsar os vândalos do Epiro; também combateu incursões dos hunos e dos gépidas, a Sul do Danúbio.
Devido à menoridade do jovem Leão, Ariadne e sua mãe Élia Verina convenceram Leão I a nomear Zenão co-imperador, o que ocorreu em 9 de fevereiro de 474. Quando Leão II sucumbiu a doença em 17 de novembro, Zenão tornou-se imperador único.
Como nativo isauro, Zenão continuava a ser impopular e, em janeiro de 475, viu-se forçado a fugir da capital para Antioquia face a uma revolta arquitectada por Verina em favor de Basilisco. Em agosto do ano seguinte, marchou contra Constantinopla à frente de um exército composto essencialmente por Isauros, Mas o desgoverno e a impopularidade de Basilisco permitiram a Zenão entrar na cidade sem oposição. Basilisco foi banido para a Frígia, onde morreu pouco depois.
Dois meses após reassumir o trono, Zenão assistiu à derrocada da parte ocidental do império, quando o monarca ostrogodo Odoacro depôs o último imperador romano do Ocidente, Rômulo Augusto. Odoacro solicitou ser reconhecido por Zenão como um oficial patrício da corte oriental, o que Zenão terminou por conceder, tornando-se assim, em teoria, imperador sobre um Império Romano unificado (o primeiro desde 395). Na prática, o ocidente foi praticamente abandonado por Bizâncio.
Zenão forjou um acordo de paz com Genserico, reconhecendo-o como rei dos vândalos e com direito aos territórios então conquistados. Também teve que lidar com os ostrogodos sob Teodorico, o Grande, com algum sucesso. Em 478 e 484, Zenão enfrentou rebeliões, a primeira mais uma vez inspirada por Verina.
Em 481, Teodorico tornou-se rei de todos os ostrogodos e causa de problemas para Bizâncio nos Bálcãs. Zenão logrou induzi-los a invadir a península Itálica para combater Odoacro.
Zenão promulgou em 482 o Henótico ("Ato de União"), assinado por todos os bispos orientais, um documento que representou uma tentativa de solucionar a controvérsia monofisista.